# Hand Maid May
Hand Maid May (HAND MAID メイ, Hand Maid Mei) est un anime réalisé en 2000 au Japon par Shinichiro Kimura, scénarisé par Kazuki Matsui et Jyuzo Mutsuki et produit par Pioneer LDC (devenu depuis Geneon Entertainment). La série est une comédie ecchi parsemée de fan service et compte onze épisodes. Enfin, on suit les aventures du personnage principal, Kazuya Saotome, et d’une poupée cybernétique nommée May.
La série est licenciée par Dybex en France.

## Synopsis
Kazuya Saotome est entièrement absorbé par ses études en seconde année d’école d’ingénieur, qu’il fait à Ochanomizu Kougyou Daigaku (université technique d’Ochanomizu) dans la section « Génie électrique et électronique appliquée ». Il est né en 1981 et son rêve est de construire un « Doraemon » (une sorte de robot à forme de chat). Mais pour le moment, il en est à développer une IA pour un robot à l’aspect de poulpe.
L’histoire débute donc quand  le grand rival de Kazuya, Kotaro Nanbara, donne à ce dernier un programme censé l’aider dans sa tâche. Mais cela s’avère être un virus très dangereux, et c’est en tentant de sauver ses données que Kazuya commande par erreur une poupée cybernétique (« cyberdoll » en anglais) sur le site de Cyberdyne Corporation. Presque immédiatement, une femme sonne à sa porte avec la commande : une poupée nommée Hand Maid May. Au début, elle est miniature, mais se montre si prévenante et sympathique que Kazuya est vite conquis.
La première partie est centrée sur le rival, Nanbara, qui va tenter de prendre May de force en utilisant d’autres poupées cybernétiques pour parvenir à ses fins. Cependant, ces dernières tomberont toutes amoureuses du héros.
Dans la deuxième partie de l’anime, May est modifiée pour prendre taille humaine, après qu’un mystérieux inconnu ait promis de promouvoir les recherches en intelligence artificielle de Kazuya. D’un autre côté, tous les flirts entre les poupées et le héros finissent par rendre une amie de ce dernier, Kasumi, jalouse. Une compétition s’engage alors pour savoir qui sortira avec Kazuya en première ! 
Dans la dernière partie enfin, Kazuya et May auront fort à faire entre un virus mortel pour les poupées et un couple de mystérieux visiteurs qui semblent venir du futur.

## Personnages

### Les personnages principaux
Kazuya (早乙女 和也, Saotome Kazuya)Kazuya, 19 ans, est étudiant en école d’ingénieur et est passionné de robotique. Son grand projet est d’ailleurs un robot nommé Ikariya, pour lequel il développe une IA. Il habite l’appartement 204 de la résidence Kasumi (Kasumi Sou) et a deux sœurs (qu’on voit dans l’épisode 7). Au niveau du caractère, il est souvent dans la lune et perd ses moyens en présence de filles.
Plus loin dans l’anime, son travail sur son robot (Ikariya) initiera le programme M.A.I.D. (acronyme de « Meet Ai Departure », un jeu de mots en japonais sur « ai » qui signifie « amour »). Enfin, l’arrivée dans son entourage de May et de toutes les autres poupées lui rendra la vie impossible, mais il s’y habituera vite.
Kasumi (谷 かすみ, Tani Kasumi)Kasumi, 18 ans, est la fille ainée du propriétaire de la résidence Kasumi, un petit et vieil immeuble en bois. Sa fenêtre donnant sur celle de Kazuya, elle et Rena lui rendent souvent visite par là, en se servant d’une échelle comme pont. Comme c’est une amie intime de Kazuya, elle ignore souvent les loyers impayés que ce dernier doit. À côté de ses études, Kasumi est aussi une fille active et sportive ; elle est passionnée de baseball et dirige une petite équipe locale (avec le maillot numéro 33). Bref, c’est un vrai garçon manqué ; on voit d’ailleurs bien cela quand elle utilise le pronom « boku » pour parler d’elle (en japonais, « boku », qui signifie « je », n’est utilisé que par les hommes). Elle a cependant très bon fond.
Elle ressent des sentiments très spéciaux pour Kazuya (elle met toujours des tenues sexy avant de lui rendre visite) et verra dans les poupées cybernétiques (surtout May) des rivales.
Kotaro Nanbara (南原 耕太郎, Nanbara Kōtarō)Kotaro Nanbara se définit lui-même comme étant à la fois le meilleur ami et le pire ennemi de Kazuya. Il est très riche, excentrique et égocentrique à l’extrême. Il est jaloux de Kazuya, qui le surpasse toujours dans ses projets (scolaires ou non), et est prêt à tout pour le voir souffrir ! C’est d’ailleurs en lui envoyant un virus que ce dernier commandera May par erreur.
Au niveau de ses rapports avec les poupées, Sara fait le ménage chez lui en échange de ramen. Au début antipathique avec May sous sa forme miniature, il tombe ensuite totalement amoureux d’elle sous sa forme humaine. On apprendra par la suite que lui et Kazuya formeront dans le futur Cyberdyne Corporation, l’entreprise qui produit les poupées cybernétiques.

### Les poupées cybernétiques
Poupée cybernétique May (サイバドール・メイ, Saibadōru Mei)May est la poupée cybernétique miniature (taille 1/6) qui sera livrée par Cyberdyne Corporation (à ne pas confondre avec « Cyberdyne Systems » de Terminator !) à Kazuya, à la suite d'un virus envoyé par son rival Nanbara. D’ailleurs, Kazuya ne paiera jamais la facture pour la poupée ! Dans l’anime, les poupées cybernétiques ont le pouvoir de contrôler la lumière ou des composants électroniques, ainsi que de se connecter à un ordinateur (via USB ou une technique similaire). Plus tard dans la série, May sera modifiée en une poupée à taille humaine d'environ 17 ans (modèle « G-99(D)-JPS »).
Au niveau de sa personnalité, elle est innocente et naïve, voire parfois enfantine, mais fait preuve d’une prévenance surprenante lorsqu’il s’agit de satisfaire les désirs de Kazuya. À la différence des autres poupées, son programme évoluera, la rendant plus humaine - elle sera immunisée contre le virus à la fin de la série. Ses sentiments et son affection pour le héros sont très forts et elle sera d’ailleurs en compétition avec Kasumi pour lui. Dans le dernier épisode, on apprendra qu’elle pourra avoir des enfants.
Poupée cybernétique Sara (サイバドール・サラ, Saibadōru Sara)Sara (modèle Af-77LC-CHN) est une poupée cybernétique de 23 ans, apparemment d’origine chinoise, qui travaille au service client de Cyberdyne. Elle est complètement accro aux ramen, tellement qu’elle peut en manger sans fin ! Au début, sa mission est de récupérer May pour Cyberdyne, car Kazuya n’en a pas payé la facture. Mais au cours de la série, elle tombera un peu sous le charme de Kazuya. Dans le dernier épisode, une réplique de Sara apparaît, mais avec les cheveux roses.
On peut aussi noter que le prénom Sara est une référence à Sarah Connor dans Terminator (le nom « Cyberdyne » est aussi une référence à ce film).
Poupée cybernétique Rena (サイバドール・レナ, Saibadōru Rena)Rena (modèle Cf-3357L-JPA) est trouvée par Kazuya et May sous la forme d’une enfant de neuf ans. C’est cependant une autre poupée envoyé par Cyberdyne pour récupérer May. Mais heureusement, Rena décide qu’elle aime bien Kazuya et Ikariya et qu’elle ne ramènera pas May à la compagnie. Au lieu de ça, elle s’installe chez Kasumi, l’amie et voisine de Kazuya. Dans l’anime, tous les personnages (elle comprise) l’appellent Rena-chan (le suffixe « chan » étant une marque d’affection).
Poupée cybernétique Kei (サイバドール・ケイ, Saibadōru Kei)Kei (modèle Af-444LC-JPN), une poupée de 21 ans, est un véritable génie – elle affirme que son QI serait de 50 000 si elle était humaine. Au début, sa mission est d’établir une stratégie pour récupérer May. Mais elle s’intéressera à Kazuya et à sa conception humaniste des poupées et renoncera à sa mission. Plus tard, elle tombera carrément amoureuse de lui et élira domicile dans son placard.
La mémoire de Key est insondable, mais elle a souvent besoin d’un petit temps de calcul pour traiter des données assez abstraites. Parfois même, certaines questions philosophiques peuvent bloquer son CPU.
Poupée cybernétique Mami (サイバドール・マミ, Saibadōru Mami)Mami (modèle Af-863LD-USNY), 31 ans, travaille dans la branche américaine de Cyberdyne ; de ce fait, elle mélange souvent les cultures japonaise et occidentale (par exemple, porter un kimono avec des rollers). Elle apparaît au cours de la série pour aider Kazuya dans les tâches ménagères, pour lesquelles elle est extrêmement douée (May en sera d’ailleurs jalouse !). Pourtant, elle essaiera de faire sortir Kazuya avec May.
En plus de tenir la maison, elle est aussi très douée pour s’occuper des enfants ; on apprend à la fin que c’est la nounou du descendant de Kazuya (nommé Takuya Saotome) dans le futur. Enfin, elle ne porte jamais de chaussures, préférant les rollers avec lesquelles elle a une aisance rare : elle peut se faufiler à grande vitesse dans la circulation ou même patiner sur les murs.

### Autres
Ikariya (イカリヤ, Ikariya)Ikariya est le robot-poulpe sur lequel Kazuya travaille dans son projet d’IA. Comparé aux poupées cybernétiques cependant, il est très basique. Rena s’est pris d’affection pour lui et l’emmène partout avec elle. Dans la série, on peut supposer que c’est Ikariya qui sera le premier prototype du programme M.A.I.D., le cœur du système (l’OS) des poupées. Kazuya le mettra d’ailleurs souvent à jour, si bien que le robot gagnera sa propre personnalité.
ShikishimaShikishima est le voisin de Kazuya. Il est parfois si bruyant que Kasumi est obligée d’intervenir (en le poursuivant avec la facture du loyer) ! C’est aussi lui qui aide Kazuya à trouver des blocs de glace pour son système de refroidissement dans l’épisode 10. On le revoit ensuite dans le dernier épisode (par l’intermédiaire de bruits assourdissants, encore !). En fait, seules Kasumi et May connaissent son apparence physique.
Le nom « Shikishima » pourrait être une référence au professeur Shikishima, un personnage de l’anime Tetsujin 28-gō, et les bruits étranges une tentative de reconstruire Tetsujin (toujours en référence à cet anime). D'ailleurs dans le générique de l'épisode 10, on nous suggère que Shikishima aurait peut-être réussi.
Cyber X / Takuya SaotomeSaotome est le descendant de Kazuya. Il apparaît au début dans un grand imperméable rouge, un pantalon blanc et un chapeau jaune. Il revêt aussi une sorte de justaucorps de combat qui couvre son torse et ses bras, afin de cacher son obésité. Il a aussi conçu un casque qui permet de manger et boire (surtout du lait) via un système de trappe devant la bouche. Au niveau du visage, il a les cheveux verts et porte des lunettes orange à montures rouges.
Dans la série, il arrive dans le deuxième épisode pour surveiller May ; d’ailleurs, elle se perd dans la ville et Saotome guide Kazuya jusqu’à elle (anonymement). Il se présente vraiment dans l’épisode cinq, lorsque Cyberdyne parvient à récupérer May. En effet, il se montre très intéressé par les recherches en IA de Kazuya et lui propose de choisir une poupée cybernétique pour l’aider dans ses recherches. À la demande de ce dernier, Saotome fera revenir May (dans un corps adulte qui plus est).
On peut noter aussi sa vitesse impressionnante lorsqu’il tape au clavier : avec une seule main, il tape aussi vite que Kotaro (même des mots de passe très longs). Enfin, sa véritable identité n’est réellement dévoilée que dans le générique de l’épisode 10.
Commando Z / Totaro NabaraTotaro Nabara, qui se surnomme lui-même le « président itinérant de Cyberdyne » est au moins autant égocentrique que son ancêtre Kotaro, bien que doté d’un peu plus de bon sens. Il porte quotidiennement une sorte de combinaison écarlate et une cape (en référence à Kaiketsu Zubat, un anime de super-héros). Pour son apparition, il prépare une mise-en-scène surdimentionnée (là encore, on retrouve une référence à Kaiketsu Zubat).
De toute évidence, il dirige Cyberdyne en partenariat avec le descendant de Kazuya (Takuya Saotome) dans le futur : ce dernier serait chargé de la branche « recherche et développement » tandis que Totaro aurait la haute main sur le plan financier. Enfin, c’est lui qui avertira Kazuya et Kotaro à propos du virus, dans la dernière partie de l’anime.
Note : dans le dernier épisode, on apprend que les poupées cybernétiques peuvent avoir des enfants (ou tout du moins May). Cela laisse donc des incertitudes sur plusieurs personnages (notamment quant à la future épouse de Saotome).

## Fiche technique
- Titre : Hand Maid May
- Type : Anime
- Origine :  Japon
- Sortie :  26 juillet 2000
- Format : 10 épisodes de 25 minutes + 1 épisode spécial de 28 minutes (faisant office de onzième épisode)[1]

### Staff
- Réalisateur : Shinichiro Kimura
- D'après une idée de : Jyuzo Mutsuki
- Scénaristes : Kazuki Matsui, Kenichi Yamada, Koichi Taki, Mutsumi Nakano, Shinichiro Kimura
- Musique : Toshio Masuda
- Character Design : Katsuzo Hirata
- Producteur : Akio Matsuda
- Studios : Wonder Farm, Pioneer LDC, TNK

Source :

### Doublage VO
|                             | Voix japonaise     |
| --------------------------- | ------------------ |
| May                         | Maria Yamamoto     |
| Kazuya Saotome              | Takayuki Yamaguchi |
| Mami                        | Kikuko Inoue       |
| Sara                        | Kyoko Hikami       |
| Kasumi Tani                 | Mikako Takahashi   |
| Ikariya                     | Miwa Yasuda        |
| Totaro Nanbara / Commando Z | Nobutoshi Canna    |
| Kei                         | Omi Minami         |
| Rena                        | Rie Kugimiya       |
| Takuya Saotome / Cyber X    | Shinichiro Miki    |
| Kotaro Nanbara              | Yuji Ueda          |

Source.

### Thèmes musicaux
Générique d’ouverture
1. Jump ~ Meippai Dakishimete par P-Chicks

Générique de fin
1. Honto no Kimochi (lit. Sentiments véritables) par Mikako Takahashi

Le thème d’ouverture est aussi utilisé pour toutes les scènes se passant dans un restaurant.

### Diffusion
La série a été diffusée pour la première fois le 26 juillet 2000 au Japon sur la chaîne WOWOW. En France, Dybex a distribué la série en trois DVD, dont le premier est sorti le 3 juillet 2003 en version sous-titrée. Une édition intégrale a ensuite vu le jour le 18 mai 2006.

### Liste des épisodes
| No | Titre français               | Titre japonais        | Titre japonais           | Date de 1re diffusion |
| No | Titre français               | Kanji                 | Rōmaji                   | Date de 1re diffusion |
| -- | ---------------------------- | --------------------- | ------------------------ | --------------------- |
| 1  | How Do You Do?               | はじめまして!         | Hajimemashite!           | 26 juillet 2000       |
| 2  | Am I Any Use at All?         | お役にたってるのかな? | Oyaku ni Tatteruno kana? | 2 août 2000           |
| 3  | What Should I Do?            | どうしましょう…       | Doushimashou...          | 9 août 2000           |
| 4  | Please Don’t Look            | 見ないでください!     | Minaide kudasai!         | 23 août 2000          |
| 5  | Until Today, I’ve Really…    | 今日まで…本当に…      | Kyou made...Hontou ni... | 23 août 2000          |
| 6  | More! More!                  | もっともっと!!        | Motto Motto!!            | 30 août 2000          |
| 7  | Don’t Have Much Time?        | 時間がない、ですか?   | Jikanganai, desu ka?     | 6 septembre 2000      |
| 8  | There’s So Much I Want       | たくさん欲しいんです! | Takusan Hoshiin desu!    | 13 septembre 2000     |
| 9  | Besides That… I Believe You! | それでも…信じてます   | Soredemo...Shinjimasu    | 20 septembre 2000     |
| 10 | My Best…                     | メイっぱい            | Meippai                  | 27 septembre 2000     |
| 11 | Never Give Up                | あきらめません        | Akirame masen            | 2000                  |

Sources ,:

## Produits dérivés
Un manga en un volume a été édité en 2001 par Tachibana Seven. Il est édité en français en 2023 par Black Box à 500 exemplaires.
Un OAV de 28 minutes tiré de l’univers de Hand Maid May a été réalisé en 2003 par Shigeru Kimiya ; il raconte l’histoire d’un personnage qui va réaliser un film à l’aide de trois poupées cybernétiques. Trois épisodes avaient été prévus mais un seul a été créé par suite de problèmes financiers.

## Inspiration et clins d’œil
L’anime fait de nombreuses références à d’autres séries ou films très connus au Japon, dont notamment :
- « Cyberdyne » est une référence à la franchise Terminator (c’est le nom de la compagnie qui a créé le Terminator) ;
- le fait que les poupées cybernétiques puissent avoir des enfants est une allusion à Armitage III ;
- les pseudonymes utilisés par Takuya et Totaro (respectivement « Cyber X » et « Commander Z ») sont clairement tirés de la franchise Mazinger. Les noms des deux enseignants à l’université Ochanomizu (docteur Yumi and professeur Hell) sont aussi des clins d’œil à cette série (en référence au méchant Dr. Hell et au personnage récurrent Sayaka Yumi) ;
- les noms des personnages Miyuki et Masato pourrait être une allusion aux personnages principaux de l’anime Miyuki